# 小早川水軍
小早川水軍（日语：／ Kobayakawasuigun）是小早川家率領的水軍，在小早川隆景一代擔任毛利水軍的主力。
天文24年（1555年），在嚴島之戰中，與村上水軍一同作戰等，作為毛利水軍和毛利氏的主力奮戰。天正4年（1576年），在第一次木津川口之戰中，擊敗織田氏的九鬼水軍。

## 家臣
- 生口氏（日语：生口氏）
- 浦氏（日语：浦氏）—乃美宗勝等
- 內海眾（日语：内海衆）
- 小泉氏 (安藝國)（日语：小泉氏 (安芸国)）
- 高崎氏（日语：高崎氏）
- 包久氏（日语：包久氏）